# 池田町漆川
池田町漆川（いけだちょうしつかわ）は、徳島県三好市の町名。2015年10月1日現在の人口は177人、世帯数は87世帯。郵便番号は〒779-5162。

## 地理
北は池田町中西・池田町ヤサン、西は池田町大利・池田町松尾、東は井川町里川・井川町井内西、南は西祖谷山村小祖谷にそれぞれ接する。

### 山岳
- 腕山

### 河川
- 漆川
- 松尾川

### 小字
| - アイハシリ - 穴ノ内 - 池ノ尻 - 石神 - イシタテ - 石立 - 石ノワレ - 石仏 - 犬帰リ - 芋穴 - 大トブ - 大ナラノヲ - 大入道 - 大野田 - 大平 - 岡田 - ヲンダ - カイルマタ - カゲ - カケウス | - カゲノ - カズライ - 亀地 - カラヤシキ - 勘内 - キシダ - 北浦 - 北谷 - クイノ内 - 楠木谷 - 黒岩 - 黒沢 - 黒鉄ノ窪 - 桑内 - ケイ谷 - コクドウチ - ココゲ - 越替 - 小林 - コマシゴエ | - ササ尾 - 漆川橋ノ向 - 下川原 - シモヤシキ - シヨブ - ゼジヤコ - 杣山 - 田尾 - 谷合 - タノモト - 常石 - ツバ山 - 寺内 - 天王 - 土井 - トヲ谷 - 杤野 - トマ谷 - 中尾 - 西ゴヤシ | - ニシタニ - 西谷 - ハジロ - 母岩屋 - 日浦 - 日ノ浦 - 広谷 - 不自由 - 古宮 - 坊岡 - ホドノ田尾 - 水木山 - 水谷 - 溝田 - ミ子 - 宮ノ谷 - モリワキ - 森脇 - ヤスノトヲ - 柳ノ内 | - ヤナクラ - 山ノ神 |  |

## 歴史
- 2006年（平成18年）3月1日 - 三好郡池田町が三野町・山城町・井川町・東祖谷山村・西祖谷山村と合併して三好市が発足し、現在の町名となる。

### 地名の由来
地名の由来は、池田町史によると、かつて漆の山地として栄えたためと伝わる。

## 施設
- 黒沢湿原
- 八幡神社

## 交通

### 鉄道
- 地内に駅はなく、最寄り駅はJR土讃線の三縄駅。

### 道路
都道府県道
- 徳島県道140号大利辻線
- 徳島県道265号腕山花ノ内線
- 徳島県道269号三縄停車場黒沢線